# Un logo pour les droits de l'homme

Le logo universel des droits de l'homme http://humanrightslogo.net/

Un logo pour les droits de l’homme est une opération née de l’initiative internationale fondée en 2010 dont le but est la création d’un logo universel pour soutenir le mouvement mondial en faveur des droits de l’homme.

## Le logo vainqueur
Le logo vainqueur est l’œuvre de Predrag Stakic, originaire de Serbie, et combine deux symboles, la main et l’oiseau. Contribution pacifique au renforcement des droits de l’homme, le logo doit être utilisé par-delà toutes les barrières culturelles et linguistiques. Chacun peut le télécharger en open source. Il est donc exempt de droits et chacun peut l’utiliser dans le monde entier gratuitement et sans autorisation spéciale (En cas d’utilisation à des fins commerciales, l’utilisateur est seul responsable d’une éventuelle atteinte aux droits d’un tiers.).

## Le concours

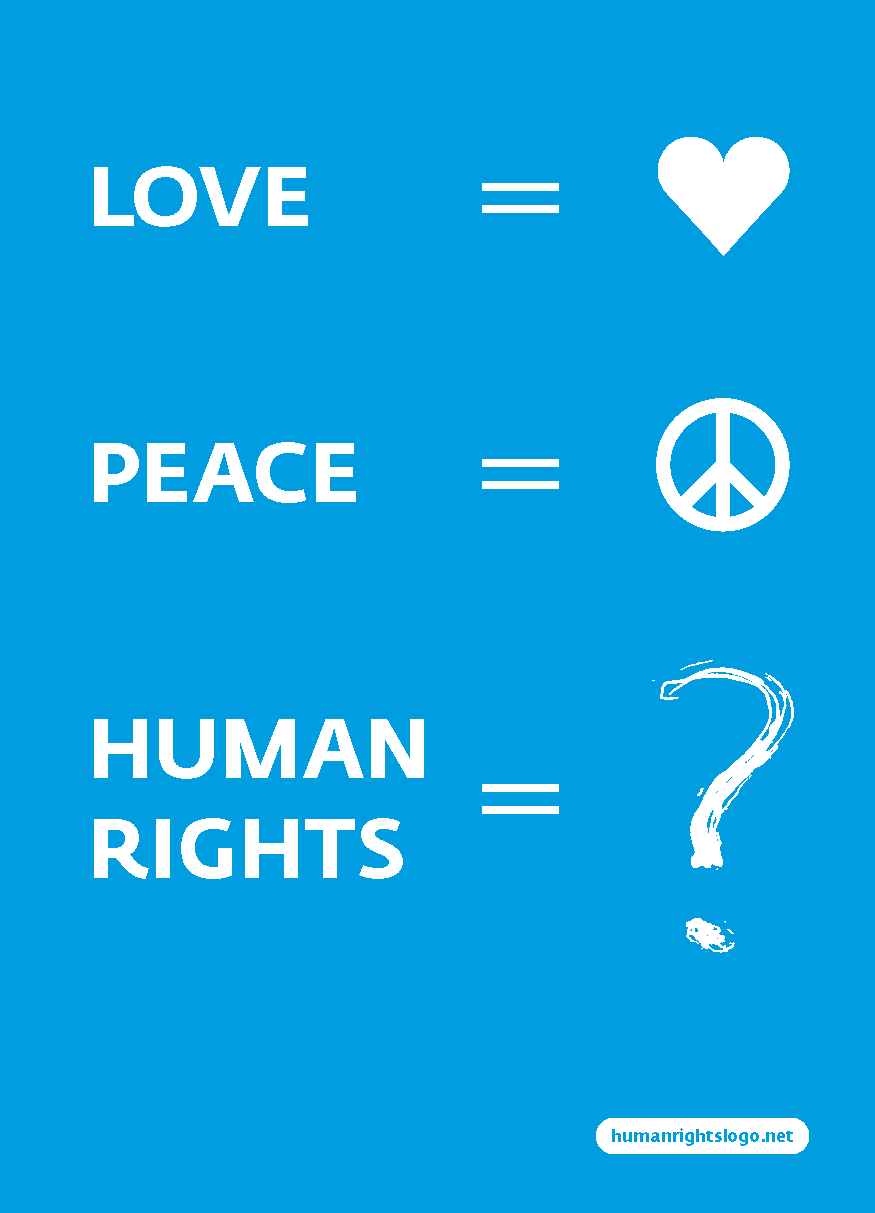
Un logo pour les droits de l'homme (Flyer)

L’initiative Un logo pour les droits de l’homme visait à créer un logo universel des droits de l’homme. Un grand concours international en ligne avait été lancé le 3 mai 2011 (Journée mondiale de la liberté de la presse) invitant tous les intéressés à travers le monde à envoyer leur idée de logo et à voter pour élire le logo vainqueur. 
À partir de juillet 2011, un jury composé d’éminentes personnalités avait sélectionné les dix meilleurs logos parmi plus de 15 300 propositions venues de quelque 190 pays. Au cours d’une phase de sélection de trois semaines, la communauté des internautes avait voté pour élire le logo vainqueur. 
Le concours avait pris fin officiellement le 23 septembre 2011.

### Présentation du logo vainqueur
La présentation du logo vainqueur eut lieu le 23 septembre 2011 en marge de la session de l’Assemblée générale de l’ONU à New York lors d’une cérémonie animée par Michael Elliott, l’ancien rédacteur en chef du Time Magazine.
La journaliste TV Ann Curry, le ministre allemand des Affaires étrangères Guido Westerwelle et les militantes des droits de l’homme, la Jamaïquaine Carolyn Gomes et l’Ougandaise Angelina Atyam, soulignèrent dans leurs allocutions toute l’importance que revêt un symbole universel dans la lutte mondiale en faveur des droits de l’homme. Le point d’orgue musical de la soirée fut la prestation de la soprano Jessye Norman.

### Le jury
L’initiative a bénéficié du soutien d’un jury international composé de personnalités éminentes parmi lesquelles figuraient : 
- Ai Weiwei (artiste conceptuel et militant des droits de l’homme)
- Angelina Acheng Atyam (lauréate du prix des droits de l’homme des Nations unies)
- Aung San Suu Kyi (prix Nobel de la paix)
- Waris Dirie (mannequin et militante engagée dans la lutte contre les mutilations génitales féminines)
- Shirin Ebadi (prix Nobel de la paix)
- Roland Emmerich (réalisateur et producteur de cinéma)
- Carolyn Gomes (militante des droits de l’homme et pédiatre)
- Mikhaïl Gorbatchev (prix Nobel de la paix)
- Mukhtar Mai (militante des droits de l’homme)
- La princesse Basma bint Talal (princesse jordanienne et militante des droits de l’homme)
- Somaly Mam (militante des droits de la femme)
- Juanes (chanteur et militant pour la paix)
- Navanethem Pillay (Haut-Commissaire des Nations unies aux droits de l’homme, HCNUDH)
- Paikiasothy Saravanamuttu (militante des droits de l’homme)
- Jimmy Wales (fondateur de l’encyclopédie Wikipédia)
- Muhammad Yunus (prix Nobel de la paix)

À ces personnalités s’ajoutaient les ministres des Affaires étrangères de l’Allemagne, de la Bosnie-Herzégovine, du Canada, du Chili, de Maurice, du Sénégal, de Singapour, de la République tchèque et de l’Uruguay qui avaient parrainé la création de la plate-forme internet de l’initiative.